# Foro Jesuita para la Fe y la Justicia Social
El Foro Jesuita para la Fe y la Justicia Social, abreviado como el Foro Jesuita y anteriormente conocido como el Centro Jesuita para la Fe y la Justicia Social, es un centro de justicia social ubicado en Toronto, Ontario, Canadá. Es un lugar de encuentro entre personas y grupos involucrados en la justicia social. Fue fundada por la Compañía de Jesús en 1979. Trabajó con Jamie Swift en la investigación y publicación sobre análisis social en Canadá. Está situado en Loretto College, parte de St. Michael's College de la Universidad de Toronto. 

## Historia
Fue creado en 1979 por Michael Czerny, SJ y Jim Webb, SJ, para promover metodologías para el análisis de la justicia social. Estaba compuesto por cuatro secciones que trabajaban en temas relacionados con América Latina, el Servicio Jesuita a Refugiados, la ecología en el Centro Jesuita Ignaciano. En 1988, Jamie Swift, con Michael Czerny, SJ, escribió Getting Started on Social Analysis in Canada. En 2003 se imprimió la cuarta edición del libro. En 1986, el centro comenzó lo que nombró The Moment Project. Fue un grupo de más de cien activistas de Canadá que se reunieron para discutir metodologías para el análisis social y político. En 1989 publicaron Naming the Moment: Political Analysis for Action, A Manual for Community Groups. Se reimprimió en 1991.
En 1996, cesó la mayoría de sus operaciones, a consecuencia de la falta de fondos. Algunos trabajos continuaron, pero solo en tres áreas: Servicio Jesuita a Refugiados, proyectos ecológicos en el Centro Jesuita Ignaciano y enseñanza social católica.  En 1997, el Centro para la Justicia Social se creó aparte para llevar a cabo el trabajo del Centro Jesuita. En 2001, la organización volvió a funcionar, bajo el nuevo nombre de Jesuit Forum for Social Faith and Justice.

## Otras lecturas
- Barndt, Deborah, Naming the Moment: Political Analysis for Action, A Manual for Community Groups (Toronto, 1991) ISBN 0-921946-00-7
- Sheridan, Edward F., Do Justice !: The Social Teaching of the Canadian Catholic Bishops, 1945-1986 (Sherbrooke, Québec: Médiaspaul, 1987) ISBN 2890391132
- ¡Sheridan, Edward F., amabilidad del amor! La enseñanza social de los obispos católicos canadienses (Sherbrooke, Québec: Médiaspaul, 1991) ISBN 2890394697
- Swift, Czerny, et al., Getting Started on Social Analysis in Canada, Cuarta edición (2003), ISBN 9781896357775

- Datos: Q18612409